# Језеро Бејкер (Нунавут)
Језеро Бејкер (нунавут) (енгл. Baker Lake (Nunavut), Qamani'tuaq где се река шири) је језеро у региону Кивалик, Нунавут, Канада. Напаја се реком Телон са запада и реком Казан са југа. Излива се у залив Честерфилд. Језеро је величине око 1.887 km2 (729 sq mi). Има неколико именованих залива и неколико острва.
Године 1762. Вилијам Кристофер је стигао до језера Бејкер преко залива Честерфилд. Инуитски заселак језера Бејкер налази се на западном крају језера близу ушћа реке Телон. Иако су Инуити били у тој области већ неко време, прво спољно присуство била је краљевска северозападна полицијска постаја на источном крају језера 1915. године. Након тога је 1916. уследила трговински центар компаније Хадсон Беј постављена на ушће реке Казан до 1930. године када се преселила на садашњу локацију.

## Фауна
Подручје језера је дом стада Беверли и Каманирјуак карибуа, као и других дивљих животиња повезаних са северним канадским Арктиком.